# Citharexylum perkinsii
Citharexylum perkinsii är en verbenaväxtart som beskrevs av Harold Norman Moldenke. Citharexylum perkinsii ingår i släktet Citharexylum och familjen verbenaväxter. Inga underarter finns listade i Catalogue of Life.